# Menephilus cylindricus
|                                       |                       |                      |
| Abb. 1: Aufsicht                      | Abb. 2: Vorderansicht | Abb. 3: Vorderbein ♂ |
|                                       |                       |                      |
| Abb. 4: Erstbeschreibung durch Herbst |                       |                      |

Menephilus cylindricus ist ein Käfer aus der Familie der Schwarzkäfer (Tenebrionidae). Er wird auch Zahnhals-Schwarzkäfer genannt. Von den 29 bekannten Arten der Gattung Menephilus bewohnen die meisten Ostindien, Ostafrika und Australien. Menephilus cylindricus ist der einzige Vertreter der Gattung in Europa. In Deutschland galt dieses Urwaldrelikt als verschollen oder ausgestorben (Kategorie 0), es liegt jedoch ein Neufund aus dem Jahr 2008 aus Brandenburg vor.

## Bemerkungen zum Namen
Der Käfer wurde unter dem Namen Tenebrio cylindricus 1784 erstmals von Johann Friedrich Wilhelm Herbst beschrieben (Abb. 4). Die Beschreibung enthält keinen Hinweis auf den Artnamen cylindricus doch bezieht sich dieser höchstwahrscheinlich auf die zylindrische Körperform des Käfers (lat. cylíndricus walzenförmig).
Die Gattung Menēphilus wurde 1854 von Martial Étienne Mulsant aufgestellt und hinter Tenebrio eingereiht. Mulsant selbst erklärt die Etymologie des Namens mit altgr. μήνη „mēne“ für „Mond“ und φίλος „phílos“ für „Freund“
Menephilus curfipes Fabricius (cúrvipes von cúrvus, gekrümmt und pēs, Fuß) und Menephilus loripes Illiger (lōripes, schlappfüßig) werden als Lokalvarietäten betrachtet.

## Beschreibung des Käfers
Der langgestreckte Käfer hat parallele Seiten und ist nur wenig gewölbt. Er wird 14 bis 15 Millimeter lang. Er ist kahl und glänzend schwarz, Fühler, Unterseite und Tarsen sind braunschwarz.
Der Kopf ist etwa gleich lang wie breit und deutlich schmaler als der Halsschild. Hinter den Augen verengt er sich. Auf der Stirn erkennt man eine Rinne in Form eines halben Sechsecks (Abb. 2). Die obere, horizontale Seite dieser Rinne kann ausgebuchtet sein. Die Augen berühren den Halsschild nicht. Sie sind flach und vorn ausgerandet. Über den Augen verläuft eine längliche Augenfalte, die die Rinne auf der Stirn erreichen kann. Die elfgliedrigen Fühler reichen bis etwa zur Hälfte des Halsschildes. Ab dem sechsten Glied werden die Fühlerglieder zunehmend flacher und breiter. Die Glieder sieben bis zehn sind breiter als lang. Das Endglied ist annähernd linsenförmig. Die Mandibeln enden zweispitzig. Das letzte Glied der Kiefertaster ist etwas platt, dreieckig und leicht schräg abgestutzt. Das Endglied der Lippentaster ist weniger verbreitert. Die Unterlippe trägt einen Längskiel.
Der Halsschild ist nur wenig breiter als lang und in den Hinterwinkeln zu einem kleinen Zahn ausgezogen. Dieser steht etwas nach oben ab und weist gerade nach hinten. Die annähernd parallelen Seiten sind nur wenig nach außen gewölbt und vor den Hinterecken leicht konkav. Der Halsschild ist auf an den Seiten und an der Basis dick gerandet, vorn erlischt die Randung in der Mitte. In Aufsicht erscheint er vorn gerade abgeschnitten, hinten vor jeder Flügeldecke leicht nach vorn eingebuchtet. Er ist mäßig grob und etwas unregelmäßig dicht punktiert, die Punktierung ist nur wenig intensiver als die des Kopfes.
Das Schildchen ist rundlich dreieckig.
Die Flügeldecken sind vorn etwas breiter als der Halsschild an den Hinterwinkeln. Sie sind etwa 2 ½ mal so lang wie gemeinsam breit. Die Seiten verlaufen fast parallel. Sie enden gemeinsam stumpf verrundet und bedecken den Hinterleib völlig. Die Flügeldecken tragen parallele in Furchen vertieft liegende Reihen aus Punkten. Die Zwischenräume zwischen diesen Punktstreifen sind fein punktiert und gerunzelt, sie sind nur wenig gewölbt. Der untergeschlagene Teil der Flügeldecken (Epipleuren) setzt sich bis zur Flügeldeckennaht fort.
Die Unterseite des Hinterleibs ist dicht und fein punktiert, die Unterseite der Hinterbrust ist fast glatt, Vorderbrust und Mittelbrust sind unterseits grob punktiert. Die Vorderschenkel sind verdickt, die Vorderschienen sind beim Männchen stark nach außen gebogen und am Ende innen mit einem goldgelben Tomentballen geziert (Abb. 3). Alle Schenkel und Schienen sind ungezähnt. Auch die Tarsenglieder sind auf der Unterseite goldgelben behaart. Die Vorder- und Mitteltarsen sind fünfgliedrig, die Hintertarsen viergliedrig. Die Tarsenglieder sind bis auf die Endglieder alle kurz. Das Klauenglied der Hintertarsen ist länger als die übrigen drei Glieder zusammen.
|                                                                                     |                                                                                             |                                                        |                                                                                               |
| Abb. 5: 444: Larve in Aufsicht 456: Puppe und 457: deren seitlicher Abdominalanhang | Abb. 6: 450, 451: Oberkiefer 446: Mundwerkzeuge von unten 457: Unterkiefer mit Kiefertaster | Abb. 7: 448: Fühler 449: Ocellen, siehe Text 452: Bein | Abb. 8: Anhang am Hinterleibsende 453: in Aufsicht, 455: seitlich und 454: von hinten gesehen |

## Larve und Puppe
Die glänzende Larve (Abb. 5 Fig. 444) wird im letzten Stadium 15 bis 16 Millimeter lang. Sie ist nur schwach chitinisiert. Die Seiten verlaufen parallel, die Oberseite ist stark, die Unterseite weniger stark gewölbt.
Der Kopf trägt oben vorn und seitlich einige Haare. Er ist gelblich braun, erreicht fast Körperbreite und ist etwas in die Vorderbrust zurückgezogen. Er ist kaum merklich punktiert und verrunzelt. Die Oberlippe hat die Form einer halben Scheibe, sie ist ziemlich lang rot behaart. Die roten, zur Spitze schwarzen Oberkiefer sind schwach gebogen. Von der Seite betrachtet (Abb. 6 Fig. 450) sieht man drei Zähne, wobei der mittlere groß, die beiden äußeren klein sind. Von oben betrachtet (Abb. 6 Fig. 451) erkennt man hinter der Spitze zwei tiefer liegende Zähnchen, das an der Basis ist am tiefsten liegend. Die Basis des Oberkiefers ist abgewinkelt. Die länglichen Unterkiefer (Abb. 6 Fig. 447) tragen an der Spitze einen kräftigen Dorn, auf der Innenseite säumen weitere kleinere Dornen eine Rille. Die Kiefertaster sind deutlich nach innen gekrümmt. Das Basis- und das Endglied sind von gleicher Länge, das mittlere ist länger und trägt außen nahe der Spitze eine lange Borste. Die Unterlippe (Abb. 6 Fig. 446) ist einem Herz ähnlich vorn in zwei Lappen ausgezogen, dazwischen liegt ein kleiner spitzer Fortsatz. Die geraden, aus zwei gleichen Gliedern bestehenden Lippentaster erreichen nicht die Spitze der Unterkiefer. Die Fühler bestehen aus vier Gliedern entsprechend Abb. 7 Fig. 448. Nahe der Basis der Fühler seitlich der Wangen befindet sich ein roter Fleck. Darin liegen eine transversale Reihe bildend drei Einzelaugen, etwas darunter und nahe dem Rand der Reihe befinden sich wie in Abb. 7 Fig. 449 zwei Bögen, die möglicherweise zwei weitere rudimentäre Ozellen begrenzen.
Die Vorderbrust ist gleich lang und wenig breiter als der Kopf. Das vordere Drittel und der Hinterrand ist lebhaft rostrot. Der mittlere und hintere Brustabschnitt ist nur halb so lang wie die Vorderbrust. Sie haben bis auf den roten Hinterrand die gleiche Farbe wie der Kopf. Die kräftigen Beine (Abb. 7 Fig. 452) tragen vor allem unterseits steife Haare. Die Klauen sind außer an der roten Basis schwarz.
Der Hinterleib besteht aus neun Segmenten. Die ersten sieben sind bis auf den schmalen dunklen Hinterrand wie der Kopf gefärbt. Sie sind etwa gleich groß und gleichermaßen kräftig punktiert. Das siebte und achte Hinterleibssegment sind etwas größer, stärker punktiert und rostrot. Das achte Segment verflacht sich hinten stufenartig (Abb. 8 Fig. 455), wobei der Absturz auf halber Höhe eine Querrinne aufweist. Das neunte Segment ist oberseits und unterseits zerstreut und schwach punktiert und endet in einem aufwärts und an der Spitze sogar rückwärts gebogenen paarigem Anhang (Abb. 9 in verschiedenen Ansichten). Dieser ist an der Spitze schwarz, an der Basis rostrot mit zwei schwarzen Zähnen, von denen der eine nach außen, der andere nach unten gebogen ist. Innen an der Basis sind zwei Fortsätze mit schwarzen Spitzen einander derart zugewandt, dass sie fast eine kreis- bis ellipsenförmige Fläche einschließen. Jedes Hinterleibssegment hat seitlich je eine Atemöffnung (Stigma). Das vorderste Stigma ist groß und elliptisch und nahe am Vorderrand der Segmentseite gelegen. Die folgenden Stigmata sind kleiner, runder und liegen jeweils im vorderen Drittel der Segmentseite.
Die Puppe (Abb. 5 Fig. 456) ist anfangs weiß, dann wird sie rötlich. Die flachen seitlichen Abdominalabhänge des ersten bis sechsten Segments sind wie in Abb. 5 Fig. 457 dargestellt.
Die Unterschiede zum Mehlwurm, der Larve des Mehlkäfers, ist so deutlich, dass Éduard Perris, der die Art noch als Tenebrio curvipes beschreibt, bereits darauf hofft, dass die Art aus der Gattung Tenebrio herausgenommen wird.

## Biologie
Nach alten Funden in Mitteleuropa wurden die Larven in modernden Eichen- und Rotbuchenstöcken gemeldet, vermutlich werden für die Entwicklung aber vermodernde Kiefern bevorzugt. Die Art ist wärmeliebend. Bei einer Untersuchung des Höhengradienten in Italien wurde die Art nur zwischen Meereshöhe und 100 Metern gefunden. Für die See-Kiefer in Südfrankreich bemerkt Perris, dass die Larven erst auftreten, wenn der Zersetzungszustand fortgeschritten und das Totholz bereits von Bockkäferlarven befallen wurde. Die Larven ernähren sich überwiegend von der aus Exkrementen und Genagsel bestehenden Füllung der Fraßgänge der früheren Besiedler. Die Verpuppung findet Juni bis Mitte August in einer länglich runden Zelle nach einigen Tagen der Ruhe statt. Die Entwicklung dauert ein bis zwei Jahre.

## Verbreitung
Der Käfer ist in Südeuropa weit verbreitet, in nördlichen und östlichen Ländern sehr selten. Winterkälte ist vermutlich weniger ein begrenzender Faktor für die Ausbreitung als eine zu geringe Wärmesumme im Sommer. Außer aus Südeuropa wurde nach 1950 die Art aus Schweden, verschiedenen österreichischen Bundesländern, Böhmen, der Slowakei, Ungarn, Rumänien und der Türkei gemeldet. In Deutschland liegt ein Neufund von 2008 vor, der jedoch in den Roten Listen noch nicht berücksichtigt ist. Dort wird der Käfer noch als ausgestorben betrachtet.